# Kloß

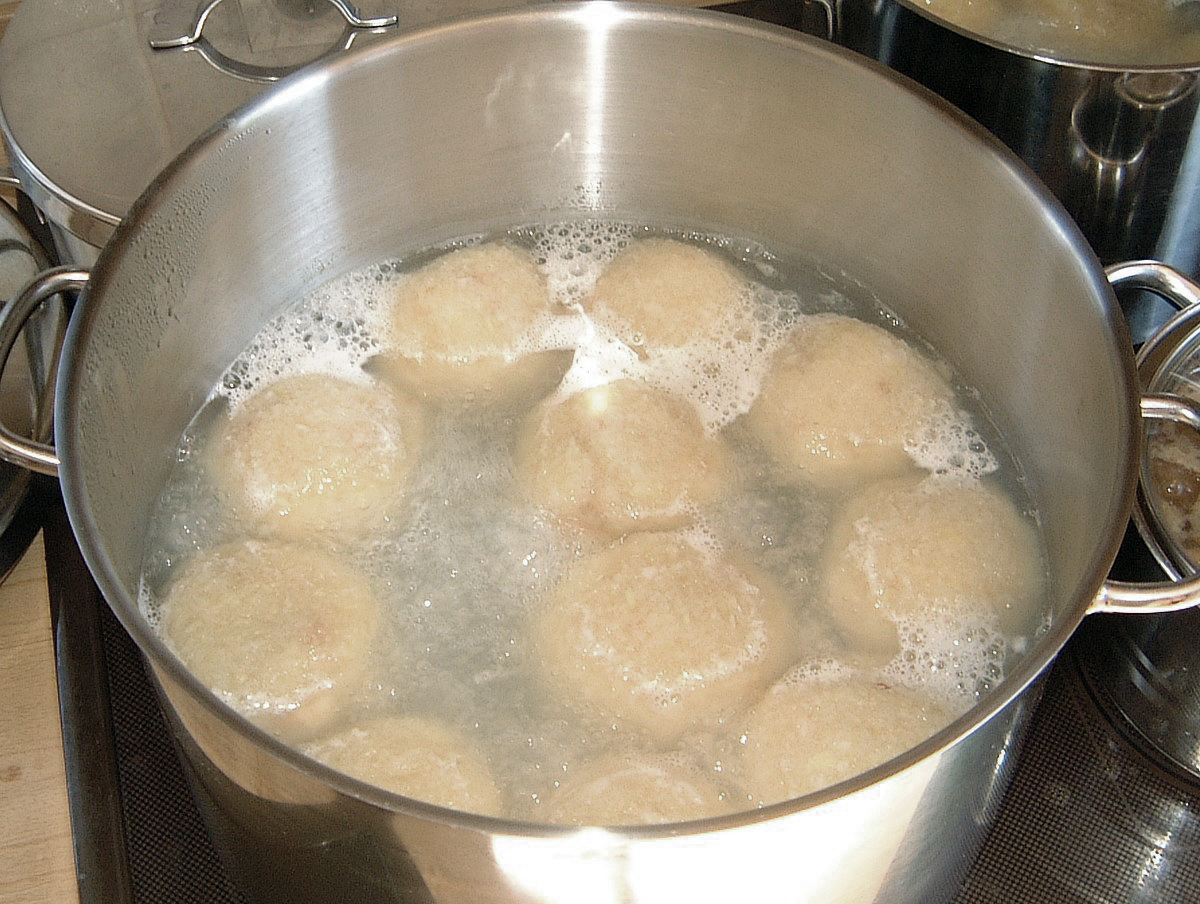
Bayerische Kartoffelknödel während der Zubereitung

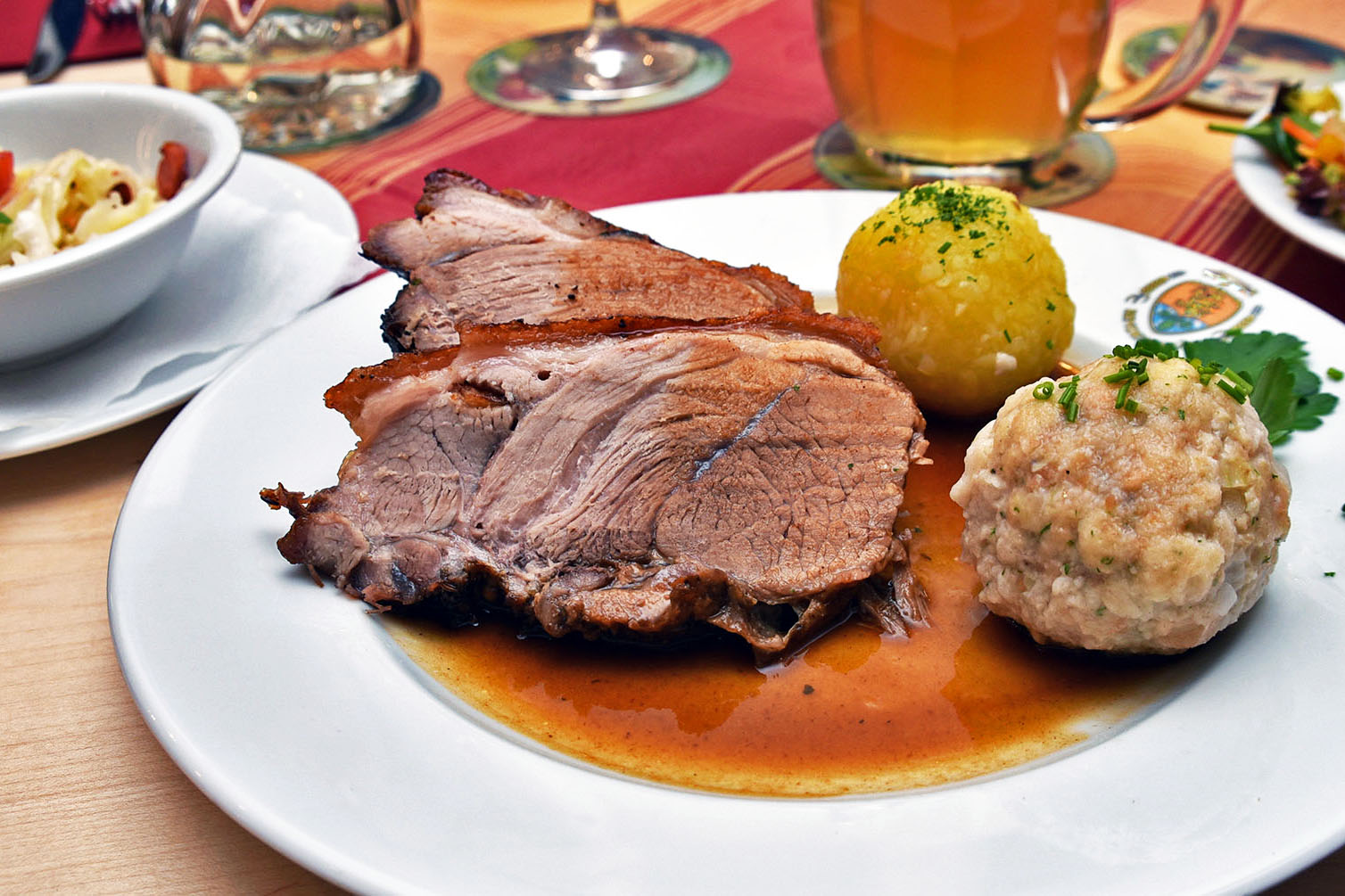
Schweinebraten mit Knödeln

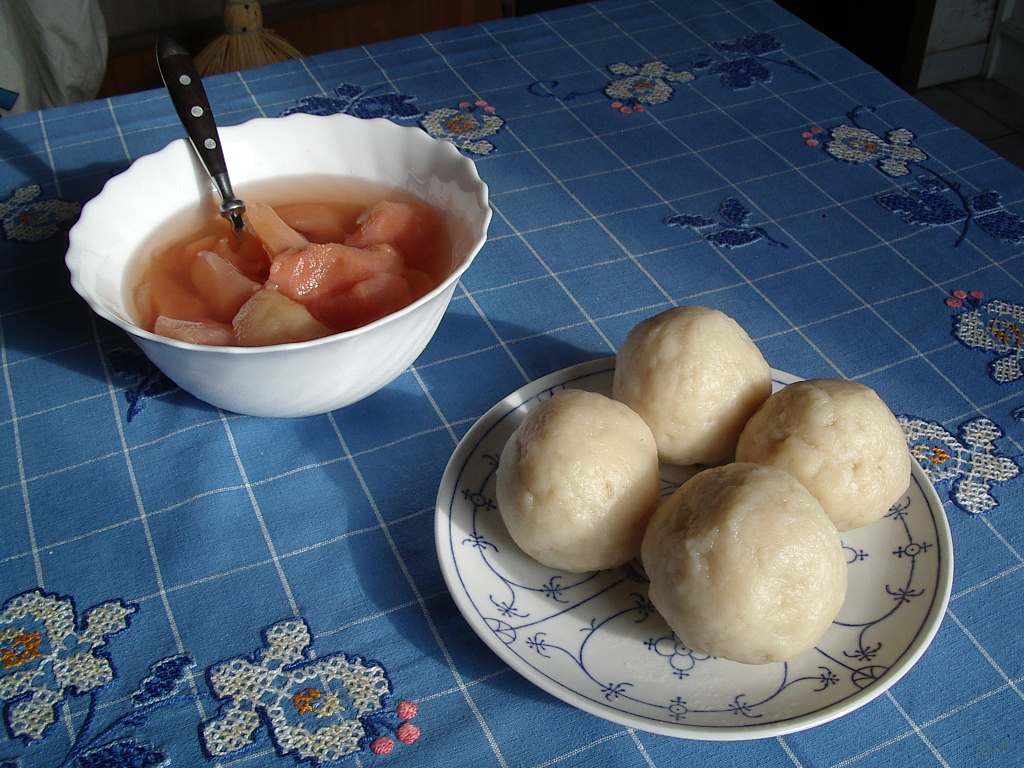
Mehlklöße mit Birnenkompott

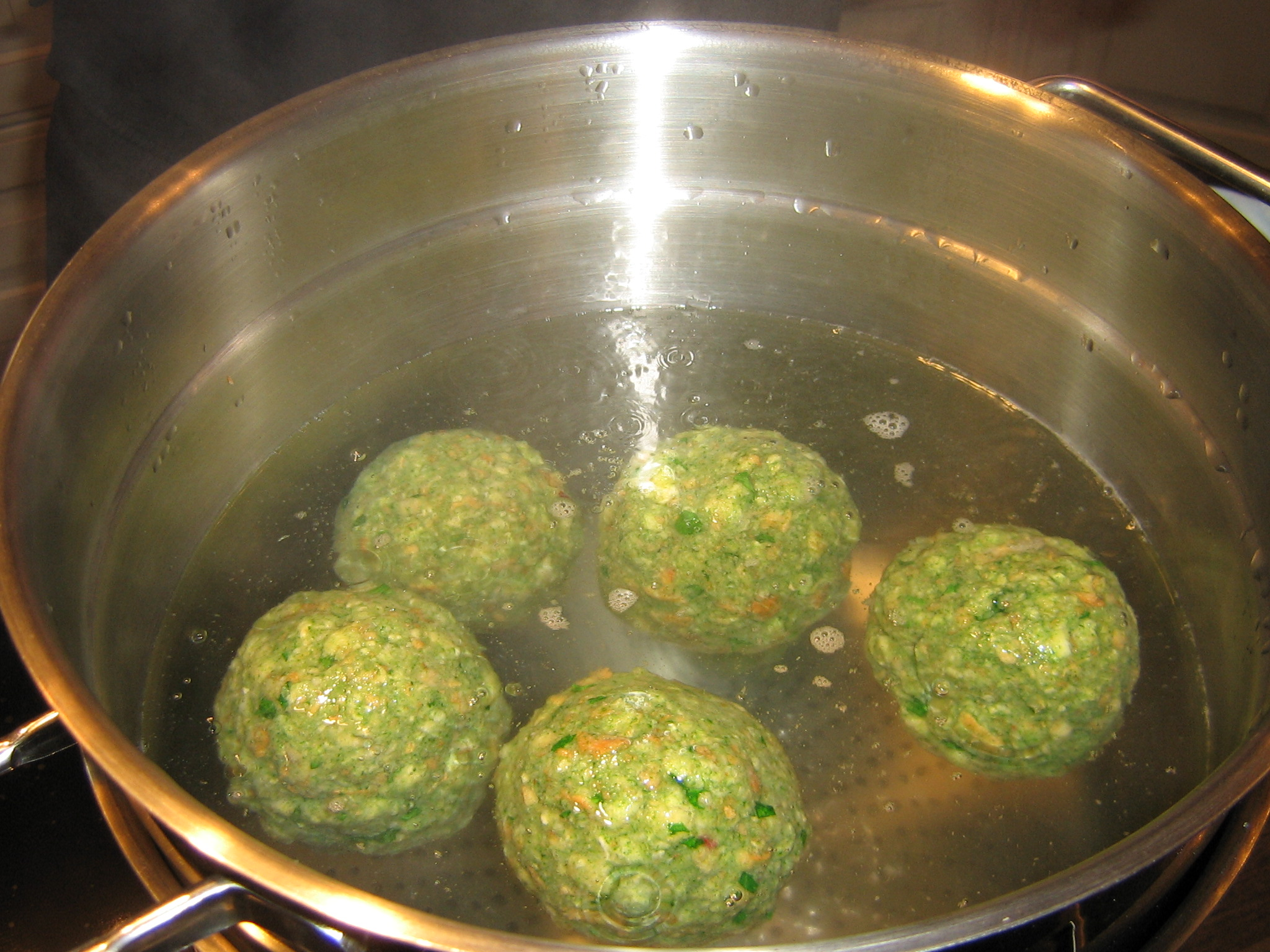
Fünf Spinatklöße

Der Kloß (Plural: die Klöße) oder der Knödel (Plural: die Knödel) ist eine aus Teig hergestellte Speise, die als Hauptspeise, Beilage oder Suppeneinlage gegessen wird. Man unterscheidet verschiedene Arten von Klößen je nach Ausgangsmaterial: Kartoffelklöße, Grießklöße, Semmelklöße und Mehlklöße, dann noch Fleischklöße und Fischklöße.
Klops ist ein kleiner Kloß aus Hackfleisch, Fisch oder anderen Zutaten.

## Allgemeines
Klöße werden aus Teig von je nach Rezept ganz unterschiedlicher Zusammensetzung meist zu Kugeln geformt und in Salzwasser pochiert oder darüber gedämpft. Bei einigen Rezepten sind sie mit gerösteten Brotstücken, Früchten, Fleisch oder anderem gefüllt. Sie können als Hauptgericht, Beilage, Suppeneinlage oder auch süß als Dessert serviert werden.
Knödel bzw. Klöße sind ein wichtiger Bestandteil besonders der thüringischen, sächsischen, fränkischen, bayerischen, österreichischen, böhmischen, Südtiroler und oberschlesischen Küche.

## Etymologie

### Kloß
Das vor allem in Nord-, Mittel- und Westdeutschland verbreitete Wort Kloß stammt vom althochdeutschen kloz für „Klumpen, Knolle, Kugel“ ab und ist verwandt mit „Klotz“ und „klotzig“. Die plattdeutsche Form lautet Klüten, im Altmärkischen und in Nordfriesland Klump.
Im Schwäbischen entlehnen sich die regionalen Wörter Gleeß und Gneedl, im Fränkischen zusätzlich Kließ und Glües sowie Gniedla, die teils auch in ganz Süddeutschland und angrenzenden Regionen bekannt sind, auf jeweils eine der beiden Hauptbezeichnungen Kloß bzw. Knödel.

### Knödel
Im süddeutschen Raum, in Österreich und in Südtirol ist die Bezeichnung Knödel üblich, wobei je nach Region der Knödel oder das Knödel gesagt wird. In der Pfalz und deren näherer Umgebung ist neben Kned(e)l (gnēdəl, gnēdl) der dialektale Begriff Knepp gebräuchlich.
Mit „Knödel“ verwandt sind das tschechische knedlík, das italienische canederli sowie das französische quenelle.
Die Wörter „Knödel“ und „Nudel“ sind vermutlich miteinander verwandt. „Knödel“ ist Teil eines großen Stamms deutscher Wörter, die mit dem Anlaut kn- eine Verdickung ausdrücken (Knoten, Knolle, Knospe, Knoblauch, Knauf, Knopf, Knute, Knüppel, Knie). Das Wort Knödel ist im Spätmittelhochdeutschen nachweisbar und stammt aus dem althochdeutschen chnodo, mittelhochdeutsch knode („kleiner Hügel“).

### Klops
Fleischklöße werden in Nord- und Ostdeutschland auch Klopse genannt (vermutlich von schwedisch: kalops, englisch: collop für „gebratene Fleischscheibe“), gehört vielleicht zur Wortgruppe klopfen, die Herkunft ist noch ungeklärt.

## Varianten
Klöße gibt es in vielen Varianten und Zubereitungen aus verschiedenen Grundzutaten:
- Kartoffeln: allgemeine Beschreibung: Kartoffelklöße/-knödel, spezielle Arten: Thüringer Klöße (rohe oder grüne Klöße), Coburger Klöße, Halbseidene Klöße, Schlesische Klöße, Buchweizenklöße, Pfälzer oder Saarländische Hoorische, Gnocchi di patate, Grammelknödel, Marillenknödel, Zwetschkenknödel, Mohnknödel, Cepelinai, Kroppkaka
- Brötchen u. Ä.: Semmelknödel, Serviettenknödel/-klöße, Käseknödel, Spinatknödel (Südtirol), Speckknödel, Tiroler Knödel
- Matzot: Matzeknödel
- Grieß: Grießklößchen/-nockerl
- Mehl: Germknödel, Dampfnudeln, Apfelknödel, Fränkische Mehlklöße, Klüten, Hefeklöße, Matzeknödel, Schwemmklößchen
- Quark/Topfen: Topfenknödel, teilweise auch gefüllt als Obstknödel (Erdbeerknödel, Marillenknödel, Zwetschkenknödel – sofern nicht aus Kartoffelteig)
- Fleisch: Königsberger Klopse, Saumaise, Frikadellen (auch Buletten, Klopse, Fleischküchla oder Fleischpflanzerl), Leberknödel, Markklößchen, Blutknödel.

Weitere Varianten werden aus Mischungen dieser Grundzutaten hergestellt, z. B.: Böhmische Knödel, Tiroler Pressknödel, Thüringer Aschklöße, Sächsische Wickelklöße, Pilzknödel, norddeutsche Sweetklüten aus Roggenmehl, Grützwurst oder Passatelli, Quenelles in Frankreich etc.